# South-Nicholson-Becken
Das South-Nicholson-Becken (engl.: South Nicholson Basin) ist ein Sedimentbecken im Bundesterritorium Northern Territory von Australien.
In dem Sedimentbecken befinden sich bis 6,5 km mächtige Gesteinsschichten, die im Mesoproterozoikum etwa vor 1590 Millionen Jahren entstanden und zusammen die lithostratigraphische Einheit South Nicholson Group bilden. Im Aufbau des Sedimentbeckens finden sich siliziklastische Ablagerungen, die im Wesentlichen aus eisenschüssigen Sandsteinen, Schluffsteinen, Schiefertonen und Sequenzen von Bändereisenerz bestehen. Das Sedimentbecken wird teilweise vom Georgina-Becken überlagert.
In dem South-Nicholson-Becken sind Eisenerz-Lagerstätten bekannt. Da das Gebiet allerdings wenig untersucht ist, werden große Metall-, Uran-, Diamant-, Eisen- und Erdölvorkommen (einschließlich Ölschiefervorkommen) vermutet.